# Lista Tascón
La Lista Tascón fue una publicación en Internet de las firmas recolectadas entre los años 2003 y 2004 para la destitución del presidente de Venezuela, Hugo Chávez mediante un referéndum revocatorio, que culminó en contra de los firmantes. Antes y luego del referéndum hubo denuncias del uso de la lista por parte del gobierno y sus simpatizantes para discriminar a los opositores. El nombre se debe al diputado Luis Tascón, quien fuera designado por el presidente Chávez para divulgar dicha lista como parte del proceso ad hoc de verificación de las firmas.

## Recolección
Se inició un movimiento de recolección de firmas a mediados de 2003. El 17 de octubre de 2003, el presidente Chávez dijo en Aló Presidente que «los que firmen contra Chávez estarán firmando contra la patria, contra el futuro», y agregó que quien firme a favor del referendo revocatorio «quedará registrado para la historia, porque va a tener que poner su nombre, su apellido, su firma, su número de cédula y su huella digital».

## Publicación
En febrero de 2004, en la emisión 180 del programa Aló Presidente, el presidente Chávez anunció que había firmado un documento solicitando al Consejo Nacional Electoral (CNE) que entregara una copia de todas las planillas del petitorio del referendo, con el fin de denunciar el "megafraude" de la oposición. Luis Tascón, un diputado chavista, anunció la recolección de fotocopias de las firmas, cuyo gasto cargó el oficialismo debido a la falta de presupuesto del CNE.
Tascón posteriormente publicó en su sitio web una base de datos de más de 2 400 000 venezolanos que habían apoyado la petición, junto a su número de cédula de identidad. Tascón dijo que la publicó con el objetivo de que los que aparecieran en ella, pero que no hubiesen firmado, pudieran realizar una queja en el CNE.
El 20 de abril de 2004 el CNE publicó oficialmente la lista de los firmantes y crearon un sitio web donde los firmantes podían determinar el estado de su adhesión: aceptada, rechazada o por verificar. El gobierno afirmó que algunas organizaciones privadas la estaban usando para discriminar en favor de los peticionarios, sin embargo fueron varios ministerios y dependencias públicas quienes despidieron a cientos de trabajadores que participaron en el proceso de recolección de firmas y que fueron considerados como un acto de terrorismo.

## Uso
En cuanto la lista fue publicada, Chávez, en una transmisión por Venezolana de Televisión, alentó el uso del sitio web para verificar el uso ilícito de las cédulas de identidad. Roger Capella, ministro de salud, declaró que "quienes hayan firmado contra el presidente Chávez" serán despedidos "porque se trata de un acto de terrorismo". Hubo descontento público, en especial de Súmate, debido a reportes de despidos de puestos públicos, rechazos laborales y marginación de algunos servicios públicos en contra las personas aparecidas en la lista.
En julio de 2004, el acceso a la base de datos fue concedido exclusivamente a los "Batallones Bolivarianos de Internet" (BBI), una red bajo la tutela del Comando Maisanta, quienes tras registrarse en el sitio de Tascón podían obtener acceso a la lista. Uno de los requisitos indispensables para ser validado era no haber firmado para la petición del referendo.
Luis Tascón luego retiró la lista de su sitio web, después de las extendidas acusaciones de que estaba siendo usada para discriminar a aquellos que firmaron. El 16 de abril de 2005 Chávez pidió a sus gobernadores, alcaldes y ministros "archivar y enterrar la famosa lista de Tascón", debido a que "me han llegado algunas cartas, y de tantos papeles que me llegan, que me hacen pensar que todavía en algunos espacios tienen la lista de Tascón en la mesa para determinar si alguien va a trabajar o no va a trabajar". Además indicó que "seguramente cumplió un papel importante en un momento determinado, pero eso pasó" y dijo estar seguro de que el diputado Tascón obró "sin ninguna mala intención". Esta medida fue descrita como "para las cámaras", ya que los empleados del gobierno todavía informan de que la Lista Tascón existía y se transformó en un programa informático llamado Maisanta, que se utilizaba para cotejar los datos de todos los solicitantes de empleo. Algunos venezolanos han tenido que pagar para ser eliminados del programa Maisanta.

## Litigios
En mayo de 2005, el Tribunal Supremo de Justicia abrió un habeas data interpuesto por un ciudadano, quien alegó que fue violado su derecho a la protección de su honor y reputación.
En marzo de 2004, tres funcionarias (Rocío San Miguel, Thais Pena y Magally Chang) denunciaron a la administración de Chávez ante la Comisión Interamericana de Derechos Humanos, argumentando que José Vicente Rangel, vicepresidente de Venezuela, ordenó su despido debido a que sus nombres se encontraban en la lista y que por tanto fueron víctimas de discriminación por motivos políticos. Se alegó que se violaron seis derechos: al sufragio, a la asociación, a la libertad de expresión, al trabajo, así como a la tutela judicial efectiva. De acuerdo al Centro de Derechos Humanos de la Universidad Católica Andrés Bello, la ONG que respaldó la acción internacional, fueron pocas las denuncias recibidas y mucho menos los denunciantes dispuestos a batallar en tribunales, el caso fue ganado por las víctimas ante la Corte Interamericana de Derechos Humanos, que en 2018 obtuvieron sentencia a su favor, condenando al Estado venezolano a repararlas.